# ویتنبورگ
شهر ویتنبورگ (به آلمانی: Wittenburg) در ایالت مکلنبورگ-فورپومن در کشور آلمان واقع شده‌است.